# Fernando Gomes
Fernando Mendes Soares Gomes (22. listopadu 1956, Porto, Portugalsko – 26. listopadu 2022) byl portugalský fotbalista. Hrával na pozici útočníka.
S portugalskou reprezentací získal bronzovou medaili na mistrovství Evropy roku 1984. Hrál i na světovém šampionátu v Mexiku roku 1986. Celkem za národní tým odehrál 48 utkání a vstřelil 13 branek.
S FC Porto vyhrál Pohár mistrů evropských zemí 1986/87 a následně i evropský Superpohár a Interkontinentální pohár. Stal se s ním pětkrát mistrem Portugalska (1977/78, 1978/79, 1984/85, 1985/86, 1987/88) a třikrát získal portugalský pohár (1976/77, 1983/84, 1987/88).
Šestkrát se stal nejlepším střelcem portugalské ligy a získal tak ocenění Bola da Prata (1976/77, 1977/78, 1978/79, 1982/83, 1983/84, 1984/85). Roku 1983 byl vyhlášen nejlepším fotbalistou Portugalska. Dvakrát vyhrál Zlatou kopačku, ocenění pro nejlepšího ligového střelce Evropy (1983, 1985).